# Сельское поселение «Село Ачан»
Сельское поселение «Село Ачан» — сельское поселение в Амурском районе Хабаровского края. Административный центр и единственный населённый пункт — село Ачан. Население по данным 2013 года — 510 человек.
В начале 1930-х годов в состав Нижнетамбовского района Дальневосточного края входил Болоньский сельсовет. 22 ноября 1932 года район был переименован в Комсомольский.
21 июня 1934 года Болоньский с/с был передан в Нанайский район.
30 декабря 1962 года Болоньский с/с был передан в Амурский промышленный район, оттуда 14 февраля 1963 года — в Комсомольский сельский район, 30 января 1964 года — в Нанайский сельский район. С 14 января 1965 года Болоньский с/с входил в Нанайский район.
31 марта 1977 года Болоньский с/с был передан в Амурский район. 13 февраля 1978 года Болоньский с/с был переименован в Ачанский сельсовет. В 1992 году Ачанский сельсовет был преобразован в администрацию села Ачан, а в 2004 году в сельское поселение «Село Ачан».